# Edward Gardère
Edward Gardère (Gérardmer, 1909. február 25. – Buenos Aires, 1997. július 24.) olimpiai és világbajnok francia tőr- és kardvívó, edző, André Gardère olimpiai és világbajnoki ezüstérmes tőrvívó bátyja.